# Özhan Öztürk
Özhan Öztürk (Istanbul, 1968) è uno scrittore turco, interessato alla mitologia delle culture presenti nella regione del Mar Nero.
Sulla loro storia, lingue e dialetti locali, è stato pubblicato in due volumi un "Dizionario Enciclopedico del Mar Nero". 
Nel lavoro Ponto, ha raccolto informazioni sulle persone, le città e le culture della costa del Mar Nero fin dai tempi antichi .